# Kanurennsport-Europameisterschaften 2014
Die Kanurennsport-Europameisterschaften 2014 fand vom 10. bis 23. Juli 2014 auf der Regattastrecke Beetzsee in Brandenburg an der Havel statt. Es nahmen ca. 850 Athleten aus 39 Nationen daran teil.
Bei den Europameisterschaften wurden Wettbewerbe im Kanurennsport in 26 Disziplinen ausgetragen. Dazu kamen 12 Disziplinen im Parakanu, die erstmals bei einer Kanu-EM komplett in das Programm der nichtbehinderten Kanu-Rennsportler aufgenommen wurden.
Veranstalter war der Europäische Kanuverband, Ausrichter der Deutsche Kanu-Verband und lokaler Ausrichter das Regattateam Beetzsee. Schirmherr der Veranstaltung war der damalige Bundesminister des Auswärtigen Frank-Walter Steinmeier.
Das erfolgreichste Team der Wettkämpfe bei den nichtbehinderten Kanuten kam aus Ungarn (8/5/0), die sich vor der Deutschen Kanu-Rennsport-Nationalmannschaft (6/3/2) und Belarus (4/2/2) im Medaillenspiegel platzierten. Bei den Parakanuten gewann Großbritannien (7/2/0) im Medaillenspiegel. Insgesamt waren ca. 10.000 Zuschauer an der Strecke. Die Finalrennen auf den olympischen Distanzen wurden von ARD live übertragen.

## Wettbewerbe

### Herren
| Event      | Gold                                                                                      | Zeit          | Silber                                                             | Zeit          | Bronze                                                                   | Zeit          |
| C-1 200 m  | Russland Alexei Korowaschkow                                                              | 42,440 s      | Spanien Alfonso Benavides                                          | 43,033 s      | Portugal Hélder Silva                                                    | 43,418 s      |
| C-1 500 m  | Tschechien Martin Fuksa                                                                   | 1:50,443 min  | Deutschland Sebastian Brendel                                      | 1:50,591 min  | Belarus Dsjanis Harascha                                                 | 1:51,700 min  |
| C-1 1000 m | Deutschland Sebastian Brendel                                                             | 3:54,822 min  | Ungarn Attila Vajda                                                | 3:55,577 min  | Russland Wiktor Melantjew                                                | 3:57,676 min  |
| C-1 5000 m | Deutschland Sebastian Brendel                                                             | 21:48,823 min | Ukraine Eduard Schemetylo                                          | 22:47,687 min | Russland Pawel Petrow                                                    | 22:53,951 min |
| C-2 200 m  | Russland Alexei Korowaschkow Iwan Schtyl                                                  | 37,570 s      | Deutschland Robert Nuck Stefan Holtz                               | 38,450 s      | Rumänien Alexandru Dumitrescu Victor Mihalachi                           | 39,124 s      |
| C-2 500 m  | Russland Alexei Korowaschkow Iwan Schtyl                                                  | 1:41,067 min  | Rumänien Alexandru Dumitrescu Victor Mihalachi                     | 1:43,223 min  | Polen Tomasz Kaczor Vincent Słomiński                                    | 1:43,974 min  |
| C-2 1000 m | Ungarn Henrik Vasbányai Róbert Mike                                                       | 3:31,449 min  | Russland Alexei Korowaschkow Ilja Perwuchin                        | 3:32,788 min  | Tschechien Jaroslav Radoň Filip Dvořák                                   | 3:35,467 min  |
| C-4 1000 m | Belarus Dsmitryj Rabtschanka Dsmitryj Wajzischkin Dsjanis Harascha Aljaksandr Waltschezki | 3:17,912 min  | Ungarn András Vass Tamás Kiss Pál Sarudi Dávid Varga               | 3:19,316 min  | Ukraine Denys Kowalenko Elnur Achadow Dmytro Jantschuk Taras Mischtschuk | 3:20,007 min  |
| K-1 200 m  | Serbien Marko Dragosavljević                                                              | 35,841 s      | Vereinigtes Königreich Ed McKeever                                 | 36,029 s      | Russland Juri Postrigai                                                  | 36,050 s      |
| K-1 500 m  | Deutschland Tom Liebscher                                                                 | 1:40,447 min  | Dänemark René Holten Poulsen                                       | 1:41,382 min  | Bulgarien Miroslaw Kirtschew                                             | 1:42,155 min  |
| K-1 1000 m | Belarus Aleh Jurenja                                                                      | 3:27,455 min  | Dänemark René Holten Poulsen                                       | 3:28,711 min  | Deutschland Max Hoff                                                     | 3:30,388 min  |
| K-1 5000 m | Deutschland Max Hoff                                                                      | 19:47,102 min | Dänemark René Holten Poulsen                                       | 19:48,893 min | Portugal Fernando Pimenta                                                | 19:54,713 min |
| K-2 200 m  | Deutschland Ronald Rauhe Tom Liebscher                                                    | 31,797 s      | Russland Juri Postrigai Alexander Djatschenko                      | 32,245 s      | Litauen Aurimas Lankas Edvinas Ramanauskas                               | 32,527 s      |
| K-2 500 m  | Portugal Emanuel Silva João Ribeiro                                                       | 1:31,030 min  | Frankreich Sébastien Jouve Maxime Beaumont                         | 1:31,342 min  | Belarus Raman Petruschenka Wadsim Machneu                                | 1:31,378 min  |
| K-2 1000 m | Deutschland Max Rendschmidt Marcus Groß                                                   | 3:06,792 min  | Frankreich Arnaud Hybois Étienne Hubert                            | 3:07,306 min  | Slowakei Erik Vlček Juraj Tarr                                           | 3:07,905 min  |
| K-4 1000 m | Tschechien Daniel Havel Josef Dostál Lukáš Trefil Jan Štěrba                              | 2:54,824 min  | Slowakei Marek Krajčovič Matej Michálek Gábor Jakubík Viktor Demin | 2:55,179 min  | Portugal Fernando Pimenta Emanuel Silva João Ribeiro David Fernandes     | 2:56,932 min  |

### Damen
| Event      | Gold                                                        | Zeit          | Silber                                                                        | Zeit          | Bronze                                                                  | Zeit          |
| C-1 200 m  | Bulgarien Stanilija Stamenowa                               | 48,702 s      | Ungarn Zsanett Lakatos                                                        | 50,030 s      | Russland Irina Andrejewa                                                | 50,634 s      |
| C-2 500 m  | Ungarn Zsanett Lakatos Kincső Takács                        | 2:05,875 min  | Belarus Daryna Kaszjutschenka Wolha Klimawa                                   | 2:06,084 min  | Russland Natalja Marassanowa Olessja Romassenko                         | 2:10,988 min  |
| K-1 200 m  | Ungarn Danuta Kozák                                         | 43,103 s      | Russland Jelena Terechowa                                                     | 43,533 s      | Portugal Teresa Portela                                                 | 43,722 s      |
| K-1 500 m  | Ungarn Danuta Kozák                                         | 1:51,057 min  | Deutschland Franziska Weber                                                   | 1:52,300 min  | Portugal Teresa Portela                                                 | 1:52,760 min  |
| K-1 1000 m | Ungarn Tamara Csipes                                        | 3:56,643 min  | Schweden Sofia Paldanius                                                      | 3:56,700 min  | Russland Anastassija Charitonowa                                        | 3:58,292 min  |
| K-1 5000 m | Ungarn Erika Medveczky                                      | 21:59,990 min | Belarus Maryna Litwintschuk                                                   | 22:06,442 min | Bulgarien Berenike Faldum                                               | 22:08,019 min |
| K-2 200 m  | Belarus Marharyta Zischkewitsch Maryna Litwintschuk         | 38,208 s      | Ungarn Anna Kárász Ninetta Vad                                                | 38,264 s      | Vereinigtes Königreich Jessica Walker Angela Hannah                     | 38,289 s      |
| K-2 500 m  | Ungarn Gabriella Szabó Tamara Csipes                        | 1:43,897 min  | Polen Karolina Naja Beata Mikołajczyk                                         | 1:44,464 min  | Serbien Nikolina Moldovan Olivera Moldovan                              | 1:44,565 min  |
| K-2 1000 m | Belarus Sofiya Yurchanka Aleksandra Grishina                | 3:35,225 min  | Ungarn Erika Medveczky Alíz Sarudi                                            | 3:37,363 min  | Deutschland Sabrina Hering Steffi Kriegerstein                          | 3:37,474 min  |
| K-4 500 m  | Ungarn Gabriella Szabó Danuta Kozák Anna Kárász Ninetta Vad | 1:30,847 min  | Polen Marta Walczykiewicz Ewelina Wojnarowska Karolina Naja Beata Mikołajczyk | 1:31,926 min  | Russland Jelena Anjuschina Kira Stepanowa Wera Sobetowa Natalija Lobowa | 1:32,366 min  |

## Medaillenspiegel
| Rang   | Land                   | Gold | Silber | Bronze | Gesamt |
| ------ | ---------------------- | ---- | ------ | ------ | ------ |
| 1      | Ungarn                 | 8    | 5      | 0      | 13     |
| 2      | Deutschland            | 6    | 3      | 2      | 11     |
| 3      | Belarus                | 4    | 2      | 2      | 8      |
| 4      | Russland               | 3    | 3      | 7      | 13     |
| 5      | Tschechien             | 2    | 0      | 1      | 3      |
| 6      | Portugal               | 1    | 0      | 5      | 6      |
| 7      | Bulgarien              | 1    | 0      | 2      | 3      |
| 8      | Serbien                | 1    | 0      | 1      | 2      |
| 9      | Dänemark               | 0    | 3      | 0      | 3      |
| 10     | Polen                  | 0    | 2      | 1      | 3      |
| 11     | Frankreich             | 0    | 2      | 0      | 2      |
| 12     | Vereinigtes Königreich | 0    | 1      | 1      | 2      |
| 12     | Rumänien               | 0    | 1      | 1      | 2      |
| 12     | Slowakei               | 0    | 1      | 1      | 2      |
| 12     | Ukraine                | 0    | 1      | 1      | 2      |
| 16     | Spanien                | 0    | 1      | 0      | 1      |
| 16     | Schweden               | 0    | 1      | 0      | 1      |
| 18     | Litauen                | 0    | 0      | 1      | 1      |
| Gesamt | Gesamt                 | 26   | 26     | 26     | 78     |